# Ramal de Matosinhos
El ramal de Matosinhos, originalmente conocido como ramal de Leixões, también conocido como línea de Leça, fue un tramo ferroviario, en ancho métrico (1,000 m), que unía la estación de Senhora da Hora, en la línea de Porto a Póvoa y Famalicão, con el puerto de Leixões, en Portugal; sucediendo a la línea de São Gens, construida en 1884, que unía las Canteras de São Gens al Puerto de Leixões. Este Ramal fue abierto a la explotación el 6 de mayo de 1893.

## Características

### Trazado
La antigua Línea de São Gens comenzaba en las canteras con el mismo nombre, cruzaba, en ángulo recto, la Línea de Porto a Póvoa y Famalicão en la Estación de Senhora da Hora, y seguía hasta la zona portuaria de Leixões; la conexión entre las líneas era efectuada por una concordancia, en dirección norte, en Senhora da Hora. El Ramal de Leixões, que sucedió a la línea primitiva, mantuvo también el tramo de Matosinhos a Senhora da Hora, con una nueva concordancia al sur de esta estación.
El Ramal de Matosinhos se iniciaba en la Estación de Senhora da Hora, en la Línea de Porto a Póvoa y Famalicão, y terminaba en el Puerto de Leixões, con una extensión de cerca de 5.700 metros.

### Explotación Comercial
Este ramal, por lo menos hasta la inauguración de la Línea de Leixões (en 1938), fue muy importante en el transporte de mercancías, sobre todo para la zona del Miño, a través de la Línea de Póvoa, Ramal de Famalicão y Línea de Guimarães. Fue conocido, sobre todo, por el transporte de pescado fresco (en vagón propio) a la ciudad de Oporto y para el Miño.
El servicio de pasajeros era explotado, recorriendo también algunos tramos de la Línea de Póvoa, en el recorrido Matosinhos / Senhora da Hora / Porto-Trindade. En 1948, por ejemplo, el recorrido total se hacía en 25 minutos (el trayecto en el ramal duraba tan solo 11 minutos) y circulaban cerca de 15 trenes por día, en cada sentido.

### Vestigios
De esta vía férrea existen hoy escasos vestigios. Después de su cierre, los terrenos, por la Ordenanza nº180/70 del 8 de abril de 1970, pasaron a posesión de la Cámara Municipal de Matosinhos, siendo, en su mayoría, urbanizados — el trazado es reconocible solo en algunos tramos paralelos o construidos en el lecho de la vía, tales como la Calle de Barranha y su sucesora, la Av. Domingues dos Santos.
No obstante, en la zona de Matosinhos Sur, parte del canal de la antigua línea ferroviaria también se encuentra desocupado, entre la Calle Carlos de Carvalho, atravesando las calles de Roberto Ivens, Brito Capelo, Brito y Cunha, D. Juán I y Dr. Afonso Cordeiro. El canal comienza a ser visible en la zona entre el Pasaje Don Nuno y el cruce de Vilarinha, terminando el canal reconocible en la calle cerrada entre la Circunvalación y la Calle Vitório Falcão.
Parte del lecho de la línea fue, más tarde, aprovechado por el Metro de Porto para la construcción de la Línea Azul.

## Historia

### Antigua Línea de São Gens
Con las obras del Puerto de Leixões, hubo la necesidad de levantar grandes muelles de atracado. Lo que obligó a que hubiese que colocar grandes cantidades de piedra, que, después del agotamiento de las canteras de Aguiar, pasaron a ser retiradas de las canteras de São Gens. De esta forma, los empresarios Dauderni & Duparchy, que habían sido contratados para las obras de los muelles, construyeron, en 1884, para la Compañía de las Docas del Puerto, una línea ferroviaria desde las canteras hasta la zona del puerto, con ancho de 900 milímetros.

### Transición para la Compañía de los Ferrocarriles del Norte de Portugal y alteración de ancho
El Puerto de Leixões entró en servicio en octubre de 1892. Después de la construcción de los dos grandes muelles (Norte y Sur) la línea de transporte de las canteras pasó a tener un movimiento cada vez más reducido, lo que llevó a su fin; no obstante, la población de Matosinhos se movilizó con la exigencia del aprovechamiento de la línea para servicio público de transporte de pasajeros y mercancías hasta la estación de Senhora da Hora que pertenecía a la Línea de Póvoa.
El 16 de noviembre de 1891, una ordenanza había establecido las condiciones para el arrendamiento de esta conexión a la Companhia do Caminho de Ferro do Porto à Póvoa e Famalicão, creándose una licencia para este fin en la misma fecha. Como el contrato de las obras en Leixões todavía no se había concluido, la línea también pertenecía al empresario Duparchy & Bartissol, por lo que fue con esta empresa con la que fue firmado el contrato, el 6 de agosto del año siguiente. Esta transmisión fue, igualmente, regulada por las portarias del 2 de junio de 1893, 31 de enero de 1894, y 17 de mayo de 1895, y por un término de responsabilidad del 4 de febrero de 1898.
El 10 de octubre de 1892, un despacho ministerial ordenó la creación de una comisión para examinar este ferrocarril, de modo que reunía las condiciones necesarias para el establecimiento de un servicio de pasajeros a Matosinhos y Leça, de acuerdo con la licencia de 1891. Como estaba previsto en el acuerdo, la circulación en este ferrocarril, ahora denominado Ramal de Leixões, se inició el 6 de mayo de 1893, solo para servicios de pasajeros, siendo el transporte de mercancías autorizado por una ordenanza del 2 de junio del mismo año.
En otra ordenanza, del 31 de enero de 1894, se retrasó la construcción, por parte de la Compañía de Porto a Póvoa y Famalicão, de una estación ferroviaria y un muelle de mercancías marítimo en los terrenos del Puerto de Leixões, cuyos proyectos fueron aprobados por portarias del 28 de junio y 30 de agosto del mismo año. Además de esto, la compañía también estableció otras dos estaciones, en edificios particulares en el interior de la zona portuaria; la apertura a la explotación de estas tres infraestructuras fue autorizada por una ordenanza del 30 de julio de 1895. El 28 de marzo del mismo año, las instalaciones de Porto, incluyendo las canteras y el Ramal de Leixões, pasaron a la administración del Estado, siendo mantenidos los compromisos anteriores con la Compañía de Porto a Póvoa y Famalicão, que fueron revalidados por una ordenanza del 20 de enero de 1898.
En 1897, el ingeniero Justino Teixeira elaboró un proyecto para la conexión ferroviaria entre la Línea del Miño y el Puerto de Leixões, que aprovecharía completamente este ramal; ya que otro plan para este ferrocarril, hecho por la comisión técnica del Plan de la Red Complementario al Norte del Mondego, también incluía el paso por Senhora da Hora.
Inicialmente, apenas existía una concordancia al Norte de la estación de Senhora da Hora, pero fue construida una segunda concordancia al Sur, autorizada por una ordenanza del 30 de mayo de 1898, de forma que se pudiesen efectuar servicios directos entre la Estación de Porto-Boavista y Matosinhos. Esta fue la primera conexión ferroviaria al Puerto de Leixões, pero, debido a sus características, no permitía un uso pleno de las capacidades de esta área portuaria, situación que solo se pudo verificar después de la apertura completa de la Línea de Leixões,  el 18 de  septiembre de 1938.
En 1902, la Compañía de Porto a Póvoa introdujo, en este ramal, la utilización de billetes de ida y vuelta.
El 14 de enero de 1927, la Compañía de Porto a Póvoa y Famalicão fue fusionada con la Companhia do Caminho de Ferro de Guimarães, formando la Companhia dos Caminhos de Ferro do Norte de Portugal; así, fue necesario elaborar un nuevo contrato con el Estado, que fue firmado el 8 de agosto de 1927. Este documento garantizó la continuidad de la explotación de este Ramal por parte de la Compañía de los Ferrocarriles del Norte de Portugal, en un acuerdo como el que había sido, anteriormente, establecido con la Junta Autónoma del Puerto de Leixões. Una de las condiciones esenciales para la creación de la Compañía de los Ferrocarriles del Norte de Portugal fue la alteración de ancho de la Línea de Porto a Póvoa y Famalicão, de 900 a 1000 milímetros, siendo esta modificación realizada, también, en el Ramal de Leixões.

### Declive y cierre
El 30 de junio de 1965, el ramal fue cerrado con el argumento de que, a causa de su trazado urbano, causaba muchos accidente en su paso por las principales calles de Matosinhos.

### Fotos del Ramal de Matosinhos
- Desvió de la Línea de Póvoa al Ramal de Matosinhos
- Ramal en la zona de Barranha (Srª da Hora)
- Ramal en la actual calle de Barranha
- (izquierda) Acceso a las canteras de São Gens y (derecha) acceso a la estación de Srª da Hora en dirección a Trindade.
- Estación de Senhora da Hora
- Comboi viniendo de Matosinhos en Srª da Hora (enlace roto disponible en Internet Archive; véase el historial, la primera versión y la última).
- Comboi de Matosinhos en la Senhora da Hora (enlace roto disponible en Internet Archive; véase el historial, la primera versión y la última).
- Estación de Matosinhos al lado de la fábrica de la RAR (enlace roto disponible en Internet Archive; véase el historial, la primera versión y la última).
- Estación de Matosinhos en la actual zona de Matosinhos Sur (enlace roto disponible en Internet Archive; véase el historial, la primera versión y la última).

- Datos: Q1826603
- Multimedia: Ramal de Matosinhos / Q1826603